# Rower (filme)
Rower (Bicicleta) é um curta de Roman Polanski rodado em 1955, durante os seus estudos de direção na escola de cinema de Łódź na Polônia.